# Општина Лома Бонита (Оахака)
Лома Бонита (шп. Loma Bonita) општина је у Мексику у савезној држави Оахака. Општина се налази на надморској висини од 30 м.

## Становништво
Према подацима из 2010. у општини је живело 41535 становника.

### Хронологија
| Година       | 2000                  | 2005                  | 2010                  |
| ------------ | --------------------- | --------------------- | --------------------- |
| Становништво | 40877 (19493 / 21384) | 39166 (18568 / 20598) | 41535 (19779 / 21756) |

### Попис
| \| \| м \| \| \| ж \| \| 0—2 \| 1.091 \| \| \| 1.061 \| \| 3—5 \| 1.272 \| \| \| 1.190 \| \| 6—11 \| 2.489 \| \| \| 2.533 \| \| 12—14 \| 1.320 \| \| \| 1.302 \| \| 15—17 \| 1.285 \| \| \| 1.297 \| \| 18—24 \| 2.325 \| \| \| 2.595 \| \| 60+ \| 2.343 \| \| \| 2.522 \| \| Просек : \| 29,1 \| \| \| 30,3 \| |       |  |  |       |
| |       |  |  |       |
| | м     |  |  | ж     |
| 0—2 | 1.091 |  |  | 1.061 |
| 3—5 | 1.272 |  |  | 1.190 |
| 6—11 | 2.489 |  |  | 2.533 |
| 12—14 | 1.320 |  |  | 1.302 |
| 15—17 | 1.285 |  |  | 1.297 |
| 18—24 | 2.325 |  |  | 2.595 |
| 60+ | 2.343 |  |  | 2.522 |
| Просек : | 29,1  |  |  | 30,3  |

| #   | Индикатор                                                                                        | Вредност |
| --- | ------------------------------------------------------------------------------------------------ | -------- |
| 1   | Становништво од 0 до 2 године                                                                    | 2152     |
| 2   | Мушко становништво од 0 до 2 године                                                              | 1091     |
| 3   | Женско становништво од 0 до 2 године                                                             | 1061     |
| 4   | Становништво са 3 и више година                                                                  | 39018    |
| 5   | Мушко становништво са 3 и више година                                                            | 18505    |
| 6   | Женско становништво са 3 и више година                                                           | 20513    |
| 7   | Становништво са 5 и више година                                                                  | 37386    |
| 8   | Мушко становништво са 5 и више година                                                            | 17647    |
| 9   | Женско становништво са 5 и више година                                                           | 19739    |
| 10  | Становништво са 12 и више година                                                                 | 31534    |
| 11  | Мушко становништво са 12 и више година                                                           | 14744    |
| 12  | Женско становништво са 12 и више година                                                          | 16790    |
| 13  | Становништво са 15 и више година                                                                 | 28912    |
| 14  | Мушко становништво са 15 и више година                                                           | 13424    |
| 15  | Женско становништво са 15 и више година                                                          | 15488    |
| 16  | Становништво са 18 и више година                                                                 | 26330    |
| 17  | Мушко становништво са 18 и више година                                                           | 12139    |
| 18  | Женско становништво са 18 и више година                                                          | 14191    |
| 19  | Становништво од 3 до 5 година                                                                    | 2462     |
| 20  | Мушко становништво од 3 до 5 година                                                              | 1272     |
| 21  | Женско становништво од 3 до 5 година                                                             | 1190     |
| 22  | Становништво од 6 до 11 година                                                                   | 5022     |
| 23  | Мушко становништво од 6 до 11 година                                                             | 2489     |
| 24  | Женско становништво од 6 до 11 година                                                            | 2533     |
| 25  | Становништво од 8 до 14 година                                                                   | 6056     |
| 26  | Мушко становништво од 8 до 14 година                                                             | 3033     |
| 27  | Женско становништво од 8 до 14 година                                                            | 3023     |
| 28  | Становништво од 12 до 14 година                                                                  | 2622     |
| 29  | Мушко становништво од 12 до 14 година                                                            | 1320     |
| 30  | Женско становништво од 12 до 14 година                                                           | 1302     |
| 31  | Становништво од 15 до 17 година                                                                  | 2582     |
| 32  | Мушко становништво од 15 до 17 година                                                            | 1285     |
| 33  | Женско становништво од 15 до 17 година                                                           | 1297     |
| 34  | Становништво од 18 до 24 године                                                                  | 4920     |
| 35  | Мушко становништво од 18 до 24 године                                                            | 2325     |
| 36  | Женско становништво од 18 до 24 године                                                           | 2595     |
| 37  | Женско становништво од 15 до 49 година                                                           | 11069    |
| 38  | Становништво са 60 и више година                                                                 | 4865     |
| 39  | Мушко становништво са 60 и више година                                                           | 2343     |
| 40  | Женско становништво са 60 и више година                                                          | 2522     |
| 41  | Однос између мушкараца и жена                                                                    | 90.91    |
| 42  | Становништво од нуле до 14 година                                                                | 12258    |
| 43  | Становништво од 15 до 64 године                                                                  | 25372    |
| 44  | Становништво од 65 година и више                                                                 | 3540     |
| 45  | Просечан број деце                                                                               | 2.58     |
| 46  | Становништво рођено у ентитету                                                                   | 31189    |
| 47  | Мушко становништво рођено у ентитету                                                             | 14896    |
| 48  | Женско становништво рођено у ентитету                                                            | 16293    |
| 49  | Становништво рођено у другом ентитету                                                            | 9742     |
| 50  | Мушко становништво рођено у другом ентитету                                                      | 4579     |
| 51  | Женско становништво рођено у другом ентитету                                                     | 5163     |
| 52  | Становништво од 5 година и више резидентно у ентитету у јуну 2005. године                        | 34415    |
| 53  | Мушко становништво старосног доба од 5 година и више, резидентно у ентитету у јуну 2005. године  | 16099    |
| 54  | Женско становништво старосног доба од 5 и више година, резидентно у ентитету у јуну 2005. године | 18316    |
| 55  | Становништво од 5 година и више које је живело у другом ентитету у јуну 2005. године             | 2265     |
| 56  | Мушко становништво старије од 5 година које је живело у другом ентитету у јуну 2005. године      | 1092     |
| 57  | Женско становништво старије од 5 година које је живело у другом ентитету у јуну 2005. године     | 1173     |
| 58  | Становништво од 3 године и више које говори аутохтони језик                                      | 1162     |
| 59  | Мушко становништво старо 3 године и више које говори аутохтони језик                             | 558      |
| 60  | Женско становништво старо 3 године и више које говори аутохтони језик                            | 604      |
| 61  | Становништво од 3 године и више које говори аутохтони језик и не говори шпански језик            | 16       |
| 62  | Мушко становништво старо 3 године и више које говори аутохтони језик и не говори шпански         | 5        |
| 63  | Женско становништво старо 3 године и више које говори аутохтони језик и не говори шпански језик  | 11       |
| 64  | Становништво старо 3 године и више које говори аутохтони језик и шпански                         | 1052     |
| 65  | Мушко становништво старо 3 године и више које говори аутохтони језик и шпански                   | 509      |
| 66  | Женско становништво старо 3 године и више које говори аутохтони језик и шпански                  | 543      |
| 67  | Становништво од 5 година и више које говори аутохтони језик                                      | 1161     |
| 68  | Становништво од 5 година и више које говори аутохтони језик и не говори шпански језик            | 16       |
| 69  | Становништво од 5 година и више које говори аутохтони језик и говори шпански језик               | 1051     |
| 70  | Становништво у домородачким домаћинствима                                                        | 2826     |
| 71  | Становништво са ограничењима у активностима                                                      | 2362     |
| 72  | Становништво са ограниченим ходањем или кретањем, горе или доле                                  | 1260     |
| 73  | Становници са ограничењима вида, чак и уз кориштење сочива                                       | 645      |
| 74  | Становништво са ограничењима говора, комуникације или конверзације                               | 220      |
| 75  | Становништво са ограниченим слухом                                                               | 222      |
| 76  | Становништво са ограничењима при одевању, купању или јелу                                        | 74       |
| 77  | Становништво са ограничењима у опажању или учењу једноставних ствари                             | 108      |
| 78  | Становништво са менталним ограничењима                                                           | 204      |
| 79  | Становништво без ограничења активности                                                           | 38664    |
| 80  | Становништво од 3 до 5 година које не похађа школу                                               | 1256     |
| 81  | Мушко становништво од 3 до 5 година које не похађа школу                                         | 650      |
| 82  | Женско становништво од 3 до 5 година које не похађа школу                                        | 606      |
| 83  | Становништво од 6 до 11 година које не похађа школу                                              | 240      |
| 84  | Мушко становништво од 6 до 11 година које не похађа школу                                        | 138      |
| 85  | Женско становништво од 6 до 11 година које не похађа школу                                       | 102      |
| 86  | Становништво од 12 до 14 година које не похађа школу                                             | 262      |
| 87  | Мушко становништво од 12 до 14 година које не похађа школу                                       | 137      |
| 88  | Женско становништво од 12 до 14 година које не похађа школу                                      | 125      |
| 89  | Становништво од 15 до 17 година похађа школу                                                     | 1512     |
| 90  | Мушко становништво од 15 до 17 година похађа школу                                               | 719      |
| 91  | Женско становништво између 15 и 17 година живота у школи                                         | 793      |
| 92  | Становништво од 18 до 24 године похађа школу                                                     | 991      |
| 93  | Мушко становништво од 18 до 24 године похађа школу                                               | 471      |
| 94  | Женско становништво од 18 до 24 године похађа школу                                              | 520      |
| 95  | Становништво од 8 до 14 година које не може да чита и пише                                       | 305      |
| 96  | Мушко становништво старосног доба од 8 до 14 година које не може да чита и пише                  | 205      |
| 97  | Женско становништво старосног доби од 8 до 14 година које не може да чита и пише                 | 100      |
| 98  | Становништво од 15 година и више које је неписмено                                               | 4115     |
| 99  | Мушко становништво од 15 година и више које је неписмено                                         | 1668     |
| 100 | Женско становништво од 15 година и више које је неписмено                                        | 2447     |
| 101 | Становништво старо 15 и више година без школовања                                                | 4699     |
| 102 | Мушко становништво старо 15 и више година без школовања                                          | 2016     |
| 103 | Женско становништво старо 15 и више година без школовања                                         | 2683     |
| 104 | Становништво старосног доба 15 и више година са непотпуним основним образовањем                  | 6110     |
| 105 | Мушко становништво старосног доба од 15 година и више са непотпуном основним образовањем         | 2901     |
| 106 | Женско становништво старосног доба 15 и више година са непотпуном основним образовањем           | 3209     |
| 107 | Становништво старо 15 и више година са комплетним основним образовањем                           | 5380     |
| 108 | Мушко становништво старо 15 година и више са комплетним основним образовањем                     | 2440     |
| 109 | Женско становништво старо 15 и више година са комплетним основним образовањем                    | 2940     |
| 110 | Становништво старосног доба 15 и више година са непотпуним средњим образовањем                   | 1768     |
| 111 | Мушко становништво старосног доба од 15 година и више са непотпуним средњим образовањем          | 944      |
| 112 | Женско становништво старосног доба од 15 година и више са непотпуним средњим образовањем         | 824      |
| 113 | Становништво старо 15 и више година са пуним секундарном образовањем                             | 5249     |
| 114 | Мушко становништво старосног доба од 15 година и више са пуним секундарном образовањем           | 2425     |
| 115 | Женско становништво старосног доба од 15 година и више са пуним секундарном образовањем          | 2824     |
| 116 | Становништво старије од 18 година са постосновним образовањем                                    | 5002     |
| 117 | Мушко становништво старије од 18 година са постосновним образовањем                              | 2387     |
| 118 | Женско становништво старије од 18 година са постосновним образовањем                             | 2615     |
| 119 | Просечна оцена школовања                                                                         | 6.33     |
| 120 | Просечан ниво образовања мушке популације                                                        | 6.44     |
| 121 | Просечан ниво образовања женског становништва                                                    | 6.23     |
| 122 | Економски активно становништво                                                                   | 16512    |
| 123 | Економски активна мушка популација                                                               | 11308    |
| 124 | Економски активна женска популација                                                              | 5204     |
| 125 | Становништво које није економски активно                                                         | 14854    |
| 126 | Мушко становништво које није економски активно                                                   | 3319     |
| 127 | Женско становништво које није економски активно                                                  | 11535    |
| 128 | Запослено становништво                                                                           | 16015    |
| 129 | Запослено мушко становништво                                                                     | 10887    |
| 130 | Запослено женско становништво                                                                    | 5128     |
| 131 | Незапослена популација                                                                           | 497      |
| 132 | Незапослена мушка популација                                                                     | 421      |
| 133 | Незапослена женска популација                                                                    | 76       |
| 134 | Становништво без права на здравствене услуге                                                     | 14463    |
| 135 | Становништво које има право на здравствене услуге                                                | 26667    |
| 136 | Становништво које има право на ИМСС                                                              | 5787     |
| 137 | Становништво које има право на социјално осигурање                                               | 1711     |
| 138 | Становништво које има право на државно социјално осигурање                                       | 28       |
| 139 | Становништво које има право на опште осигурање или здравствено осигурање за нову генерацију      | 18720    |
| 140 | Становништво које је било једном или није било у браку током 12 година и више                    | 10411    |
| 141 | Венчано или уједињено становништво од 12 година и више                                           | 16938    |
| 142 | Становништво које је било у браку или уједињено 12 година и више                                 | 4140     |
| 143 | Становништво са католичком религијом                                                             | 26498    |
| 144 | Протестанти, еванђелисти и библијски следбеници различити од еванђелиста                         | 9305     |
| 145 | Становништво са другим религијама различитим од претходних                                       | 18       |
| 146 | Становништво без религије                                                                        | 5184     |
| 147 | Укупно пописаних домаћинства                                                                     | 11388    |
| 148 | Пописна домаћинства на челу са мушкарцима                                                        | 8000     |
| 149 | Пописна домаћинства на челу са женама                                                            | 3388     |
| 150 | Становништво у пописним домаћинствима                                                            | 41160    |
| 151 | Становништво у пописним домаћинствима на челу са мушкарцима                                      | 30258    |
| 152 | Становништво у пописним домаћинствима на челу са женама                                          | 10902    |
| 153 | Укупно домаћинстава                                                                              | 13546    |
| 154 | Укупно насељених домаћинстава                                                                    | 11510    |
| 155 | Укупно приватних кућа                                                                            | 13424    |
| 156 | Насељени приватни домови                                                                         | 11388    |
| 157 | Укупно насељених приватних кућа                                                                  | 11507    |
| 158 | Ненасељене приватне куће                                                                         | 1590     |
| 159 | Појединачна домаћинства за привремену употребу                                                   | 446      |
| 160 | Становници у насељеним приватним кућама                                                          | 41160    |
| 161 | Насељеност станара у приватним становима                                                         | 3.61     |
| 162 | Просечно становника по соби у приватним насељеним домаћинствима                                  | 1.1      |
| 163 | Појединачна домаћинства са подовима од различитих материјала од земље                            | 10406    |
| 164 | Појединачна домаћинства у приземљу                                                               | 934      |
| 165 | Појединачна домаћинства са једном спаваћом собом                                                 | 5831     |
| 166 | Појединачна домаћинства са две спаваће собе и више                                               | 5525     |
| 167 | Појединачна домаћинства са једним собом                                                          | 1181     |
| 168 | Појединачна домаћинства са две собе                                                              | 2737     |
| 169 | Појединачна домаћинства са 3 собе и више                                                         | 7437     |
| 170 | Појединачна домаћинства која имају електрично светло                                             | 11120    |
| 171 | Појединачна домаћинства која немају електрично светло                                            | 234      |
| 172 | Појединачна домаћинства која имају водоводну воду у стамбеном простору                           | 10071    |
| 173 | Појединачна домаћинства која немају водоводну воду у стамбеном простору                          | 1274     |
| 174 | Појединачна домаћинства која имају тоалет                                                        | 10948    |
| 175 | Појединачна домаћинства која имају канализацију                                                  | 10718    |
| 176 | Појединачна домаћинства која немају канализацију                                                 | 610      |
| 177 | Појединачна домаћинства која имају електрично светло, довод воде из јавне мреже и канализацију   | 9652     |
| 178 | Појединачна домаћинства без икаквих услова                                                       | 460      |
| 179 | Појединачна домаћинства која имају радио                                                         | 7858     |
| 180 | Појединачна домаћинства која имају телевизор                                                     | 10120    |
| 181 | Појединачна домаћинства која имају фрижидер                                                      | 8674     |
| 182 | Појединачна домаћинства која имају машину за веш                                                 | 6429     |
| 183 | Појединачна домаћинства која имају аутомобил или комби                                           | 2539     |
| 184 | Појединачна домаћинства која имају рачунар                                                       | 1378     |
| 185 | Појединачна домаћинства која имају фиксну телефонску линију                                      | 2907     |
| 186 | Појединачна домаћинства која имају мобилни телефон                                               | 5960     |
| 187 | Појединачна домаћинства која имају приступ интернету                                             | 877      |